# Ulica Świętokrzyska w Kielcach
Ulica Świętokrzyska – jedna z ulic w Kielcach będąca fragmentem drogi krajowej nr 74 oraz drogi ekspresowej S74.

## Przebieg
Ulica znajduje się w ciągu DK74. Zaczyna się na skrzyżowaniu z ulicą Warszawską, jako przedłużenie ulicy Jesionowej. Następnie krzyżuje się z aleją Solidarności (węzeł Kielce-Bocianek). Od tego skrzyżowania ma status drogi ekspresowej (S74) aż do granicy miasta z gminą Górno.

## Przebudowy ulicy Świętokrzyskiej
W latach 2009–2011 budowano "przedłużenie" (patrz: ciekawostki) ulicy Świętokrzyskiej wraz z przebudową istniejącego odcinka. Plan budowy od początku zakładał budowę tego przedłużenia z parametrami drogi typu S. Całkowita długość nowo wybudowanego odcinka (wraz z węzłem Kielce-Bocianek – skrzyżowania ulicy Świętokrzyskiej i alei Solidarności) oraz już istniejącego (pomiędzy skrzyżowaniem z aleją Solidarności a ulicą Warszawską) wynosi około 6,8 km (z czego w granicach miasta znajduje się 2,7 km). Koszt inwestycji to 354,7 mln zł.
24 stycznia 2023 roku podpisana została umowa na realizację kolejnego odcinka S74. W ramach budowy 5,5-kilometrowego fragmentu drogi ekspresowej przebudowana ma zostać częściowo zachodnia część ul. Świętokrzyskiej (pomiędzy ul. Warszawską i al. Solidarności.

## Ważniejsze obiekty przy ulicy Świętokrzyskiej
- Galeria Echo (wybudowana w latach 2001–2002; przebudowana czterokrotnie, w tym największa – dobudowa części handlowej – w latach 2009–2011)[4]

## Komunikacja miejska
Na ulicy Świętokrzyskiej znajdują się dwa przystanki obsługiwane przez 6 linii (4, 5, 13, 53, 102 i 114).

## Ciekawostki
Ulica Świętokrzyska na zachód od al. Solidarności biegła pierwotnie bardziej na północ. W 2011 roku z kolei tę samą nazwę zyskała budowana w latach 2009-11 droga S74 w kierunku Cedzyny. Do 2017 roku istniały zatem 2 równoległe ulice Świętokrzyskie, które były od siebie oddalone o kilka metrów. Ostatecznie w 2017 roku pierwotny fragment ul. Świętokrzyskiej od al. Solidarności do ul. Morcinka (granicy miasta) został przemianowany na ul. Uniwersytecką. Przy tej ulicy znajdują się m.in. obiekty UJK.